# C.Hosahalli, Mulbagal
C.Hosahalli là một làng thuộc tehsil Mulbagal, huyện Kolar, bang Karnataka, Ấn Độ.